# Rally del Chaco
El Rally del Chaco, también conocido como Trans-Chaco Rally, es una competencia de rally de velocidad y resistencia que se disputa anualmente desde el año 1971 en la región del Chaco, Paraguay, y es el evento de rally más tradicional del país. Se realiza generalmente por etapas y en distintas condiciones territoriales y climatológicas. El ganador en más ocasiones de esta competición es Alejandro Galanti con seis victorias, seguido por Gerardo Planás, Juan Carlos Calvo, Didier Arias y Diego Domínguez con cuatro victorias cada uno.   
La competencia se realiza en los alrededores de la ciudad de Mariscal Estigarribia, en el departamento de Boquerón.
La prueba de clasificación se realiza en el Autódromo Victor Rubén Dumot de Capiatá (Departamento Central).

## Historia

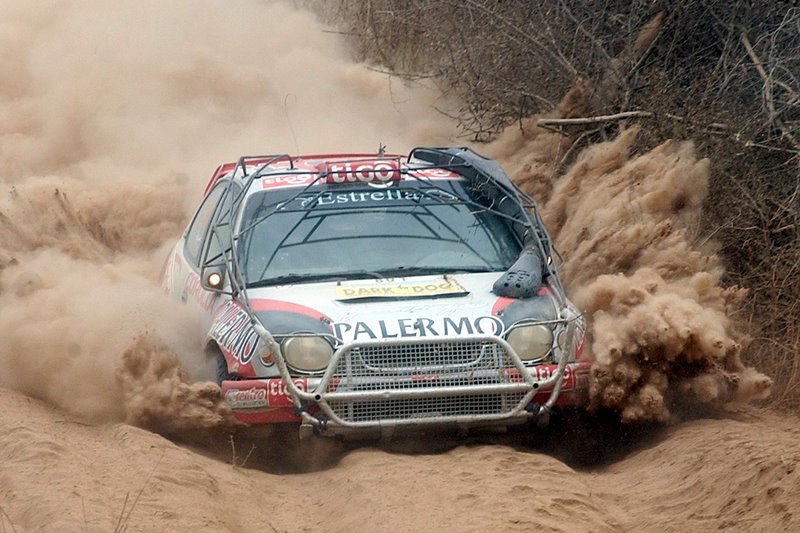
Francisco Gorostiaga, con un Toyota Corolla WRC el año 2005.

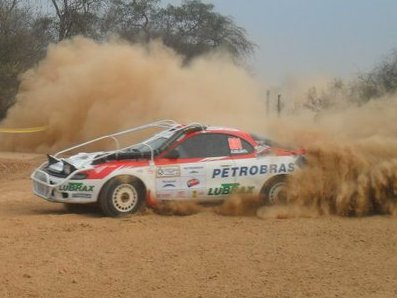
Alejandro Galanti, ganador del Trans-Chaco Rally 2010, con un Toyota Célica ST185 en el Chaco Paraguayo.

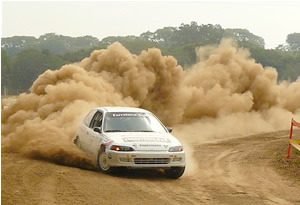
Un Honda Civic A6 en el Autódromo Aratirí, circuito en que se realiza previamente la clasificación para la carrera.

Inspirado en el Rally Safari de África, un ciudadano norteamericano llamado Phillip Bell, decidió traer el rally a la región en 1970. En coordinación con el Touring y Automóvil Club Paraguayo se planificaron las primeras rutas en 1971. 
El trazado de la primera etapa se extendía por la ruta Transchaco hasta el fortín Nueva Asunción. La segunda etapa comenzaba en este sitio, seguía por Pozo Olga a Misión Santa Rosa y desde ahí a Mariscal Estigarribia. La tercera etapa completaba la vuelta desde Mariscal Estigarribia hasta Asunción sobre la ruta Transchaco. 
Los fondos provinieron de Francisco Escanciano, de la tabacalera británica Dunhill International, quien además donó una estatuilla de plata bañada parcialmente en oro que se entregaría al ganador de tres pruebas consecutivas o cinco alternadas.
La primera edición se realizó en septiembre de 1971. Para la clasificación de ganadores se estableció un sistema de admisión de coches en dos categorías, asociados según el desplazamiento de sus motores: los de clase “A” con grupos propulsores hasta 1300cc y los del “B” con más de 1300cc. 
El formato de dos ganadores se mantuvo hasta 1975. En 1976 se estableció la clasificación de un solo ganador general. La práctica del rally quedó suspendida luego de la edición 1983 por instrucción gubernamental pues el gobierno desconfiaba de la evolución popular del rally, pues en aquel entonces no tenía control sobre esa actividad. En 1987 se reanudaron las actividades. En 2020 y 2021 el evento se suspendió por la Pandemia de COVID-19

## Ganadores
- La siguiente es la lista de ganadores del Rally del Chaco.[2]

### Clasificación en dos categorías
| Año  | Clase | Piloto                     | Navegante                 | Tripulante               | Marca               |
| ---- | ----- | -------------------------- | ------------------------- | ------------------------ | ------------------- |
| 1971 | A     | Marcos Peña                | Pedro Federer             |                          | Toyota 1000         |
| 1971 | B     | Roberto “Pavo” Bittar      | Fernando “Melón” Dumot    | Elpidio “Pilo” Caballero | Mercedes Benz 220S  |
| 1972 | A     | Gerardo "Karaja" Planás    | Héctor Omar "Negro" Risso |                          | VW 113 1300         |
| 1972 | B     | Humberto Domínguez         | Roberto Sánchez           | Narciso Ramírez          | Peugeot 404         |
| 1973 | A     | Juan Carlos "Kavaju" Calvo | Mitsunobu Yamamoto        |                          | Toyota Corolla 1300 |
| 1973 | B     | Enrique Kallsen            | Mariano Samudio           |                          | Peugeot 504         |
| 1974 | A     | Juan Carlos "Kavaju" Calvo | Héctor Omar "Negro" Risso |                          | Toyota Corolla 1300 |
| 1974 | B     | Luis "Lucho" Molinas       | Fabio Ferreira            | Victorino Lenguaza       | Peugeot 504         |
| 1975 | A     | Juan Carlos "Kavaju" Calvo | Roberto "Cato" Di Tore    |                          | Toyota Corolla 1300 |
| 1975 | B     | Luis "Lucho" Molinas       | Fabio Ferreira            | Victorino Lenguaza       | Peugeot 504         |

## Pilotos más ganadores
| Año  | Categoría                                           | Piloto                                              | Navegante                                           | Marca                                               |
| ---- | --------------------------------------------------- | --------------------------------------------------- | --------------------------------------------------- | --------------------------------------------------- |
| 1976 | Gral.                                               | Juan Carlos "Kavaju" Calvo                          | Juan Bautista "Juambi" Gill                         | Toyota Celica GT RA28 2000                          |
| 1977 | Gral.                                               | Héctor Omar "Negro" Risso                           | Roberto "Kato" Di Tore                              | Ford Escort RS Cosworth                             |
| 1978 | Gral.                                               | Gerardo "Karaja" Planás                             | Gerardo Weiler                                      | Toyota Celica RA28 2000                             |
| 1979 | Gral.                                               | Luis Silguero                                       | Edgar Molas                                         | Toyota Celica RA28 2000                             |
| 1980 | Gral.                                               | Héctor Omar "Negro" Risso                           | Roberto "Kato" Di Tore                              | Ford Escort RS Cosworth                             |
| 1981 | Gral.                                               | Marco Galanti (P)                                   | Mario Monges                                        | Ford Escort RS Cosworth                             |
| 1982 | Gral.                                               | Alfredo Jaeggli                                     | Zolt De Baraht                                      | Datsun 160J 2000                                    |
| 1983 | Gral.                                               | Gerardo "Karaja" Planás                             | Miguel Ferrara                                      | Toyota Celica Levin 2000                            |
| ---- | ----                                                | Los años 1984, 1985 y 1986 no se disputó.           | Los años 1984, 1985 y 1986 no se disputó.           | Los años 1984, 1985 y 1986 no se disputó.           |
| 1987 | Gral.                                               | Nicolás "Bubby" Luthold                             | José Manuel Abreu                                   | Peugeot 505                                         |
| 1988 | Gral.                                               | Nelson Sanabria                                     | Miguel Gamarra                                      | VW Gol 1800                                         |
| 1989 | Gral.                                               | Orlando "Ñandu" Penner                              | Eugenio Planás                                      | VW Gol 1600                                         |
| 1990 | Gral.                                               | Edgar Molas                                         | Héctor Elizeche                                     | Toyota Celica GT4 (ST 165)                          |
| 1991 | Gral.                                               | Marco Galanti (P)                                   | Óscar "Profesor" Ramírez                            | Toyota Celica GT4 (ST 165)                          |
| 1992 | Gral.                                               | Orlando "Ñandu" Penner                              | Eugenio Planás                                      | VW Golf GTI 1800                                    |
| 1993 | Gral.                                               | Pedro Fadul                                         | Hans Thiede                                         | VW Golf GTI 1800                                    |
| 1994 | Gral.                                               | Orlando "Ñandu" Penner                              | Eugenio Planás                                      | VW Golf GTI 2000                                    |
| 1995 | Gral.                                               | Denes Tomboly                                       | Rodrigo "Morokotopo" García                         | VW Golf GTI 2000                                    |
| 1996 | Gral.                                               | Marco Galanti (H)                                   | Carlos Zarca                                        | Toyota Celica (ST185)                               |
| 1997 | Gral.                                               | José Carlos Grillón                                 | Iván Dumot                                          | Toyota Celica ST185                                 |
| 1998 | Gral.                                               | Gerardo "Karaja" Planás                             | Alberto "Tuchi" Ramírez                             | Toyota Celica ST185                                 |
| 1999 | Gral.                                               | Martín María Masi                                   | Hans Thiede                                         | Ford Escort RS Cosworth                             |
| 2000 | Gral.                                               | Martín María Masi                                   | Hans Thiede                                         | Ford Escort RS Cosworth                             |
| 2001 | Gral.                                               | Diego Domínguez                                     | Héctor "Peky" Núnes                                 | Mitsubishi Lancer Evo V                             |
| 2002 | Gral.                                               | Francisco "Pancho" Gorostiaga                       | Víctor "Figuretti" Aguilera                         | Toyota Corolla WRC                                  |
| 2003 | Gral.                                               | Didier Arias                                        | Héctor "Peky" Núnes                                 | Mitsubishi Lancer Evo VI                            |
| 2004 | Gral.                                               | Didier Arias                                        | Héctor "Peky" Núnes                                 | Mitsubishi Lancer Evo VI                            |
| 2005 | Gral.                                               | Alejandro Galanti                                   | Marcelo Toyotoshi                                   | Toyota Corolla WRC                                  |
| 2006 | Gral.                                               | Francisco "Pancho" Gorostiaga                       | Eduardo Gómez                                       | Toyota Corolla WRC                                  |
| 2007 | Gral.                                               | Francisco "Pancho" Gorostiaga                       | Eduardo Gómez                                       | Toyota Corolla WRC                                  |
| 2008 | Gral.                                               | Didier Arias                                        | Héctor "Peky" Núnes                                 | Subaru Impreza WRX                                  |
| 2009 | Gral.                                               | Thomas "Tommy" Klassen                              | Carlos Filippi                                      | Subaru Impreza WRX                                  |
| 2010 | Gral.                                               | Alejandro Galanti                                   | Marcelo Toyotoshi                                   | Toyota Celica ST185                                 |
| 2011 | Gral.                                               | Luis "Lucho" Ortega                                 | Carlos Zarca                                        | Mitsubishi Lancer Evo X                             |
| 2012 | Gral.                                               | Diego Domínguez                                     | Edgardo Galindo                                     | Kia Rio MR                                          |
| 2013 | Gral.                                               | Víctor "Itor" Galeano                               | Diego Fabiani                                       | Mitsubishi Lancer Evo X                             |
| 2014 | Gral.                                               | Diego Domínguez                                     | Héctor "Peky" Núnes                                 | Mitsubishi Lancer Evo X                             |
| 2015 | Gral.                                               | Alejandro Galanti                                   | Gustavo Scheid                                      | Toyota Corolla S2000                                |
| 2016 | Gral.                                               | Víctor "Itor" Galeano                               | Diego Fabiani                                       | Mitsubishi Lancer Evo X                             |
| 2017 | Gral.                                               | Didier Arias                                        | Héctor "Peky" Núnes                                 | Škoda Fabia R5                                      |
| 2018 | Gral.                                               | Diego Domínguez                                     | Héctor "Peky" Núnes                                 | Hyundai i20 R5                                      |
| 2019 | Gral.                                               | Alejandro Galanti                                   | Marcelo Toyotoshi                                   | Toyota Etios R5                                     |
| 2020 | Suspendida por la Pandemia de COVID-19 en Paraguay. | Suspendida por la Pandemia de COVID-19 en Paraguay. | Suspendida por la Pandemia de COVID-19 en Paraguay. | Suspendida por la Pandemia de COVID-19 en Paraguay. |
| 2021 | Suspendida por la Pandemia de COVID-19 en Paraguay. | Suspendida por la Pandemia de COVID-19 en Paraguay. | Suspendida por la Pandemia de COVID-19 en Paraguay. | Suspendida por la Pandemia de COVID-19 en Paraguay. |
| 2022 | Gral.                                               | Alejandro Galanti                                   | Marcelo Toyotoshi                                   | Toyota Etios R5                                     |
| 2023 | Gral.                                               | Agustin Alonso Zapag                                | Edgardo Galindo                                     | Volkswagen Polo GTI R5                              |
| 2024 | Gral.                                               | Alejandro Galanti                                   | Marcelo Toyotoshi                                   | Toyota GR Yaris Rally 2                             |

| Piloto                        | Ganador | Años ganador                       |
| ----------------------------- | ------- | ---------------------------------- |
| Alejandro "Ale" Galanti       | 6       | 2005, 2010, 2015, 2019, 2022, 2024 |
| Juan Carlos "Kavaju" Calvo    | 4       | 1973, 1974, 1975, 1976             |
| Gerardo "Karaja" Planás       | 4       | 1972, 1978, 1983, 1998             |
| Didier Arias                  | 4       | 2003, 2004, 2008, 2017             |
| Diego Domínguez               | 4       | 2001, 2012, 2014, 2018             |
| Orlando "Ñandu" Penner        | 3       | 1989, 1992, 1994                   |
| Francisco "Pancho" Gorostiaga | 3       | 2002, 2006, 2007                   |
| Héctor Omar "Negro" Risso     | 2       | 1977, 1980                         |
| Marco Galanti (Padre)         | 2       | 1981, 1991                         |
| Martín María Masi             | 2       | 1999, 2000                         |
| Víctor Galeano                | 2       | 2013, 2016                         |

## Navegantes más ganadores
| Piloto                 | Ganador | Años ganador                              |
| ---------------------- | ------- | ----------------------------------------- |
| Héctor "Peky" Núnes    | 7       | 2001, 2003, 2004, 2008, 2014, 2017, 2018. |
| Marcelo Toyotoshi      | 5       | 2005, 2010, 2019, 2022, 2024.             |
| Roberto "Kato" Di Tore | 3       | 1975, 1977, 1980.                         |
| Eugenio Planás         | 3       | 1989, 1992, 1994.                         |
| Hans Thiede            | 3       | 1993, 1999, 2000.                         |